# Bacteria (насекомые)
Bacteria (лат.) — род насекомых отряда привиденьевых.

## Распространение
Обитают в Южной и Центральной Америке, Мексике, на Калифорнийском полуострове, Карибских и Бермудских островах.

## Описание
Палочники с тонким нитевидным или цилиндрическим телом. Голова маленькая, длиннее своей ширины, гладкая, без морщинок, иногда у самок с парой маленьких шипов. Усики достигают заднего конца IV сегмента брюшка у самцов, или I сегмента у самок. Среднегрудь очень удлиненная, гладкая, равна ширине переднегруди или слегка расширена проксимально у самок. Морфологически род сходен с Calynda, Phanocles и Bostra.
Брюшные тергиты самцов с восьмого по десятый расширяются; задняя часть десятого тергита изогнута вверх. У самок длина восьмого сегмента брюшка равна девятому и десятому вместе взятым.

## Виды
В род Bacteria входят следующие виды:
- Bacteria abnormis
- Bacteria aborigena
- Bacteria acuminatocercata
- Bacteria aetolus
- Bacteria amazonica
- Bacteria ambigua
- Bacteria annulicornis
- Bacteria baculus
- Bacteria bahiensis
- Bacteria bicolor
- Bacteria bigranulosa
- Bacteria brasiliensis
- Bacteria brevitarsata
- Bacteria capitata
- Bacteria carrikeri
- Bacteria chacoensis
- Bacteria chaperi
- Bacteria chiriquensis
- Bacteria crassipes
- Bacteria cubaensis
- Bacteria culmus
- Bacteria dentatocercata
- Bacteria diademata
- Bacteria divertens
- Bacteria donskoffi
- Bacteria dreyfusi
- Bacteria ecuadorica
- Bacteria fasciata
- Bacteria ferulatypus
- Bacteria foliolata
- Bacteria frustrans
- Bacteria gracilis
- Bacteria grossetuberculata
- Bacteria hastata
- Bacteria horni
- Bacteria iconicoffi
- Bacteria incolumis
- Bacteria indifferens
- Bacteria irregulariterspinosa
- Bacteria krugiana
- Bacteria laesa
- Bacteria laticauda
- Bacteria ligata
- Bacteria lobulata
- Bacteria longipes
- Bacteria lugens
- Bacteria maroniensis
- Bacteria montana
- Bacteria mutica
- Bacteria nigrolineata
- Bacteria nova
- Bacteria obtusa
- Bacteria ornata
- Bacteria pallidenotata
- Bacteria pan
- Bacteria paramodesta
- Bacteria parasanguinolenta
- Bacteria pastazae
- Bacteria peruana
- Bacteria ploiaria
- Bacteria quadrilobata
- Bacteria quadrispinosa
- Bacteria reclusa
- Bacteria sakai
- Bacteria sanguinolenta
- Bacteria serricauda
- Bacteria simplex
- Bacteria straminea
- Bacteria tenella
- Bacteria tubulata
- Bacteria virgulata
- Bacteria yersiniana